# Lista amerykańskich senatorów ze stanu Luizjana
Lista amerykańskich senatorów ze stanu Luizjana – senatorzy wybrani ze stanu Luizjana.
Stan Luizjana został włączony do Unii 30 kwietnia 1812 roku. Posiada prawo do mandatów senatorskich 2. i 3. klasy. Do 8 kwietnia 1913 roku (ratyfikowania 17. poprawki do Konstytucji) senatorowie byli wybierani przez stanowy parlament. Od tego czasu wybierani są w wyborach powszechnych.

## 2. klasa
| Lp.   | Imię i nazwisko         | Imię i nazwisko                | Od                  | Do                  | Partia                                              | Kadencja                                                                                                | Uwagi |
| ----- | ----------------------- | ------------------------------ | ------------------- | ------------------- | --------------------------------------------------- | --- | --- |
| 1     | Jean Noël Destréhan     |                                | 3 września 1812     | 1 października 1812 | Partia Demokratyczno-Republikańska                  | 1 | Wybrany w 1812 Zrezygnował przed końcem kadencji w 1812 |
| Wakat | Wakat                   | Wakat                          | 1 października 1812 | 8 października 1812 |                                                     | 1 | |
| 2     | Thomas Posey            |                                | 8 października 1812 | 5 lutego 1813       | Partia Demokratyczno-Republikańska                  | 1 | Mianowany do kontynuowania kadencji w 1812 Przegrał wybory specjalne o dokończenie kadencji w 1813                                                                            |
| 3     | James Brown             |                                | 5 lutego 1813       | 4 marca 1817        | Partia Demokratyczno-Republikańska                  | 1 | Wybrany do dokończenia kadencji w wyborach specjalnych w 1813 Przegrał wybory na pełną kadencję w 1817                                                                        |
| 4     | William C. C. Claiborne |                                | 4 marca 1817        | 23 listopada 1817   | Partia Demokratyczno-Republikańska                  | 2 | Wybrany w 1817 Zmarł w trakcie trwania kadencji w 1817 |
| Wakat | Wakat                   | Wakat                          | 23 listopada 1817   | 12 stycznia 1818    |                                                     | 2 | |
| 5     | Henry Johnson           |                                | 12 stycznia 1818    | 27 maja 1824        | Partia Demokratyczno-Republikańska                  | 2 | Wybrany do dokończenia kadencji w wyborach specjalnych w 1818 |
| 5     | Henry Johnson           | 3                              | 12 stycznia 1818    | 27 maja 1824        | Partia Demokratyczno-Republikańska                  | Wybrany na pełną kadencję w 1823 Zrezygnował przed końcem kadencji, by objąć urząd Gubernatora Luizjany | |
| Wakat | Wakat                   | Wakat                          | 27 maja 1824        | 19 listopada 1824   |                                                     | 3 | |
| 6     | Charles D.J. Bouligny   |                                | 19 listopada 1824   | 4 marca 1829        | Partia Demokratyczno-Republikańska                  | 3 | Wybrany do dokończenia kadencji w wyborach specjalnych w 1824 |
| 7     | Edward Livingston       |                                | 4 marca 1829        | 24 maja 1831        | Jacksonian Party (późniejsza Partia Demokratyczna)  | 4 | Wybrany w 1829 Zrezygnował przed końcem kadencji, by objąć urząd Sekretarza Stanu USA                                                                                         |
| Wakat | Wakat                   | Wakat                          | 24 maja 1831        | 15 listopada 1831   |                                                     | 4 | |
| 8     | George A. Waggaman      |                                | 15 listopada 1831   | 4 marca 1835        | National Republican Party (późniejsza Partia Wigów) | 4 | Wybrany do dokończenia kadencji w wyborach specjalnych w 1831 |
| Wakat | Wakat                   | Wakat                          | 4 marca 1835        | 13 stycznia 1836    |                                                     | 5 | Wybrany senator nie objął urzędu |
| 9     | Robert C. Nicholas      |                                | 13 stycznia 1836    | 4 marca 1841        | Partia Demokratyczna                                | 5 | Wybrany do dokończenia kadencji w wyborach specjalnych w 1836 |
| 10    | Alexander Barrow        |                                | 4 marca 1841        | 29 grudnia 1846     | Partia Wigów                                        | 6 | Wybrany w 1840 Zmarł w trakcie trwania kadencji w 1846 |
| Wakat | Wakat                   | Wakat                          | 29 grudnia 1846     | 21 stycznia 1847    |                                                     | 6 | |
| 11    | Pierre Soulé            |                                | 21 stycznia 1847    | 4 marca 1847        | Partia Demokratyczna                                | 6 | Wybrany do dokończenia kadencji w wyborach specjalnych w 1847 |
| 12    | Solomon W. Downs        |                                | 4 marca 1847        | 4 marca 1853        | Partia Demokratyczna                                | 7 | Wybrany na pełną kadencję w 1847 Przegrał wybory w 1852 |
| 13    | Judah Benjamin          |                                | 4 marca 1853        | 4 lutego 1861       | Partia Wigów (do 1856)                              | 8 | Wybrany w 1852 |
| 13    | Judah Benjamin          | Partia Demokratyczna (od 1856) | 4 marca 1853        | 4 lutego 1861       | 9                                                   | Reelekcja w 1859 Zrezygnował przed końcem kadencji po secesji Luizjany                                  | |
| Wakat | Wakat                   | Wakat                          | 4 lutego 1861       | 8 lipca 1868        |                                                     | 9 | Wojna secesyjna i Rekonstrukcja |
| Wakat | Wakat                   | Wakat                          | 4 lutego 1861       | 8 lipca 1868        | 10                                                  | | Wojna secesyjna i Rekonstrukcja |
| 14    | John S. Harris          |                                | 8 lipca 1868        | 4 marca 1871        | Partia Republikańska                                | 10 | Wybrany do dokończenia kadencji w 1868 |
| 15    | Joseph R. West          |                                | 4 marca 1871        | 4 marca 1877        | Partia Republikańska                                | 11 | Wybrany w 1870 lub 1871 Nie starał się o reelekcję w 1877 |
| 16    | William P. Kellogg      |                                | 4 marca 1877        | 4 marca 1883        | Partia Republikańska                                | 12 | Wybrany w 1877 Nie starał się o reelekcję w 1882 |
| 17    | Randall L. Gibson       |                                | 4 marca 1883        | 15 grudnia 1892     | Partia Demokratyczna                                | 13 | Wybrany w 1882 |
| 17    | Randall L. Gibson       | 14                             | 4 marca 1883        | 15 grudnia 1892     | Partia Demokratyczna                                | Reelekcja w 1889 Zmarł w trakcie trwania kadencji w 1892                                                | |
| Wakat | Wakat                   | Wakat                          | 15 grudnia 1892     | 31 grudnia 1892     |                                                     | 14 | |
| 18    | Donelson Caffery        |                                | 31 grudnia 1892     | 4 marca 1901        | Partia Demokratyczna                                | 14 | Mianowany do kontynuowania kadencji w 1892 Wybrany do dokończenia kadencji w wyborach specjalnych w 1894                                                                      |
| 18    | Donelson Caffery        | 15                             | 31 grudnia 1892     | 4 marca 1901        | Partia Demokratyczna                                | Wybrany na pełną kadencję w 1894 Nie starał się o reelekcję w 1900                                      | |
| 19    | Murphy J. Foster        |                                | 4 marca 1901        | 4 marca 1913        | Partia Demokratyczna                                | 16 | Wybrany w 1900 |
| 19    | Murphy J. Foster        | 17                             | 4 marca 1901        | 4 marca 1913        | Partia Demokratyczna                                | Reelekcja z wyprzedzeniem w 1904 Przegrał prawybory w 1912                                              | |
| 20    | Joseph E. Ransdell      |                                | 4 marca 1913        | 4 marca 1931        | Partia Demokratyczna                                | 18 | Wybrany w 1912 |
| 20    | Joseph E. Ransdell      | 19                             | 4 marca 1913        | 4 marca 1931        | Partia Demokratyczna                                | Reelekcja w 1918                                                                                        | |
| 20    | Joseph E. Ransdell      | 20                             | 4 marca 1913        | 4 marca 1931        | Partia Demokratyczna                                | Reelekcja w 1924 Przegrał prawybory w 1930                                                              | |
| 21    | Huey Long               |                                | 4 marca 1931        | 10 września 1935    | Partia Demokratyczna                                | 21 | Wybrany w 1930 Faktycznie objął urząd w 1932, po zakończeniu kadencji gubernatora Luizjany Zginął w zamachu w 1935                                                            |
| Wakat | Wakat                   | Wakat                          | 10 września 1935    | 31 stycznia 1936    |                                                     | 21 | |
| 22    | Rose McConnell Long     |                                | 31 stycznia 1936    | 3 stycznia 1937     | Partia Demokratyczna                                | 21 | Mianowana do kontynuowania kadencji męża w 1936 Wybrana do dokończenia kadencji w wyborach specjalnych w 1936 Nie starała się o wybór na pełną kadencję w 1936                |
| 23    | Allen J. Ellender       |                                | 3 stycznia 1937     | 27 lipca 1972       | Partia Demokratyczna                                | 22 | Wybrany w 1936 |
| 23    | Allen J. Ellender       | 23                             | 3 stycznia 1937     | 27 lipca 1972       | Partia Demokratyczna                                | Reelekcja w 1942                                                                                        | |
| 23    | Allen J. Ellender       | 24                             | 3 stycznia 1937     | 27 lipca 1972       | Partia Demokratyczna                                | Reelekcja w 1948                                                                                        | |
| 23    | Allen J. Ellender       | 25                             | 3 stycznia 1937     | 27 lipca 1972       | Partia Demokratyczna                                | Reelekcja w 1954                                                                                        | |
| 23    | Allen J. Ellender       | 26                             | 3 stycznia 1937     | 27 lipca 1972       | Partia Demokratyczna                                | Reelekcja w 1960                                                                                        | |
| 23    | Allen J. Ellender       | 27                             | 3 stycznia 1937     | 27 lipca 1972       | Partia Demokratyczna                                | Reelekcja w 1966 Zmarł w trakcie trwania kadencji w 1972                                                | |
| Wakat | Wakat                   | Wakat                          | 27 lipca 1972       | 1 sierpnia 1972     |                                                     | 27 | |
| 24    | Elaine Edwards          |                                | 1 sierpnia 1972     | 14 listopada 1972   | Partia Demokratyczna                                | 27 | Mianowana do kontynuowania kadencji w 1972 Nie starała się o wybór na pełną kadencję w 1972 Zrezygnowała przed końcem kadencji, by wybrany następca mógł szybciej objąć urząd |
| 25    | J. Bennett Johnston     |                                | 14 listopada 1972   | 3 stycznia 1997     | Partia Demokratyczna                                | 27 | Mianowany do dokończenia kadencji, będąc już wcześniej wybrany na pełną kadencję                                                                                              |
| 25    | J. Bennett Johnston     | 28                             | 14 listopada 1972   | 3 stycznia 1997     | Partia Demokratyczna                                | Wybrany w 1972                                                                                          | |
| 25    | J. Bennett Johnston     | 29                             | 14 listopada 1972   | 3 stycznia 1997     | Partia Demokratyczna                                | Reelekcja w 1978                                                                                        | |
| 25    | J. Bennett Johnston     | 30                             | 14 listopada 1972   | 3 stycznia 1997     | Partia Demokratyczna                                | Reelekcja w 1984                                                                                        | |
| 25    | J. Bennett Johnston     | 31                             | 14 listopada 1972   | 3 stycznia 1997     | Partia Demokratyczna                                | Reelekcja w 1990 Nie starał się o reelekcję w 1996                                                      | |
| 26    | Mary Landrieu           |                                | 3 stycznia 1997     | 3 stycznia 2015     | Partia Demokratyczna                                | 32 | Wybrana w 1996 |
| 26    | Mary Landrieu           | 33                             | 3 stycznia 1997     | 3 stycznia 2015     | Partia Demokratyczna                                | Reelekcja w 2002                                                                                        | |
| 26    | Mary Landrieu           | 34                             | 3 stycznia 1997     | 3 stycznia 2015     | Partia Demokratyczna                                | Reelekcja w 2008 Przegrała wybory w 2014                                                                | |
| 27    | Bill Cassidy            |                                | 3 stycznia 2015     | nadal               | Partia Republikańska                                | 35 | Wybrany w 2014 |
| 27    | Bill Cassidy            | 36                             | 3 stycznia 2015     | nadal               | Partia Republikańska                                | Reelekcja w 2020                                                                                        | |

## 3. klasa
| Lp.   | Imię i nazwisko       | Imię i nazwisko                                     | Od               | Do               | Partia                                              | Kadencja                                                                                        | Uwagi |
| ----- | --------------------- | --------------------------------------------------- | ---------------- | ---------------- | --------------------------------------------------- | ----------------------------------------------------------------------------------------------- | --- |
| 1     | Allan B. Magruder     |                                                     | 3 września 1812  | 4 marca 1813     | Partia Demokratyczno-Republikańska                  | 1                                                                                               | Wybrany w 1812 |
| 2     | Eligius Fromentin     |                                                     | 4 marca 1813     | 4 marca 1819     | Partia Demokratyczno-Republikańska                  | 2                                                                                               | Wybrany w 1813 Nie starał się o reelekcję w 1819 |
| 3     | James Brown           |                                                     | 4 marca 1819     | 10 grudnia 1823  | Partia Demokratyczno-Republikańska                  | 3                                                                                               | Wybrany w 1819 Zrezygnował przed końcem kadencji, by objąć urząd Ambasadora USA we Francji                                                               |
| Wakat | Wakat                 | Wakat                                               | 10 grudnia 1823  | 15 stycznia 1824 |                                                     | 3                                                                                               | |
| 4     | Josiah S. Johnston    |                                                     | 15 stycznia 1824 | 19 maja 1833     | Partia Demokratyczna                                | 3                                                                                               | Wybrany do dokończenia kadencji w wyborach specjalnych w 1824                                                                                            |
| 4     | Josiah S. Johnston    | National Republican Party (późniejsza Partia Wigów) | 15 stycznia 1824 | 19 maja 1833     | 4                                                   | Wybrany na pełną kadencję w 1825                                                                | |
| 4     | Josiah S. Johnston    | National Republican Party (późniejsza Partia Wigów) | 15 stycznia 1824 | 19 maja 1833     | 5                                                   | Reelekcja w 1831 Zmarł w trakcie trwania kadencji w 1833                                        | |
| Wakat | Wakat                 | Wakat                                               | 19 maja 1833     | 19 grudnia 1833  |                                                     | 5                                                                                               | |
| 5     | Alexander Porter      |                                                     | 19 grudnia 1833  | 5 stycznia 1837  | National Republican Party (późniejsza Partia Wigów) | 5                                                                                               | Wybrany do dokończenia kadencji w wyborach specjalnych w 1833 Zrezygnował przed końcem kadencji w 1837                                                   |
| Wakat | Wakat                 | Wakat                                               | 5 stycznia 1837  | 12 stycznia 1837 |                                                     | 5                                                                                               | |
| 6     | Alexandre Mouton      |                                                     | 12 stycznia 1837 | 1 marca 1842     | Partia Demokratyczna                                | 5                                                                                               | Wybrany do dokończenia kadencji w wyborach specjalnych w 1837                                                                                            |
| 6     | Alexandre Mouton      | 6                                                   | 12 stycznia 1837 | 1 marca 1842     | Partia Demokratyczna                                | Wybrany na pełną kadencję w 1837 Zrezygnował przed końcem kadencji w 1842                       | |
| Wakat | Wakat                 | Wakat                                               | 1 marca 1842     | 14 kwietnia 1842 |                                                     | 6                                                                                               | |
| 7     | Charles Magill Conrad |                                                     | 14 kwietnia 1842 | 4 marca 1843     | Partia Wigów                                        | 6                                                                                               | Wybrany do dokończenia kadencji w wyborach specjalnych w 1837 Przegrał wybory na pełną kadencję w 1843                                                   |
| Wakat | Wakat                 | Wakat                                               | 4 marca 1843     | 12 lutego 1844   |                                                     | 7                                                                                               | Wybrany senator nie objął urzędu |
| 8     | Henry Johnson         |                                                     | 12 lutego 1844   | 4 marca 1849     | Partia Wigów                                        | 7                                                                                               | Wybrany do dokończenia kadencji w wyborach specjalnych w 1844 Przegrał wybory na pełną kadencję w 1848                                                   |
| 9     | Pierre Soulé          |                                                     | 4 marca 1849     | 11 kwietnia 1853 | Partia Demokratyczna                                | 8                                                                                               | Wybrany w 1848 Zrezygnował przed końcem kadencji, by objąć urząd Ambasadora USA we Hiszpanii                                                             |
| Wakat | Wakat                 | Wakat                                               | 11 kwietnia 1853 | 5 grudnia 1853   |                                                     | 8                                                                                               | |
| 10    | John Slidell          |                                                     | 5 grudnia 1853   | 4 lutego 1861    | Partia Demokratyczna                                | 8                                                                                               | Wybrany do dokończenia kadencji w wyborach specjalnych w 1853                                                                                            |
| 10    | John Slidell          | 9                                                   | 5 grudnia 1853   | 4 lutego 1861    | Partia Demokratyczna                                | Wybrany na pełną kadencję w 1854 lub 1855 Zrezygnował przed końcem kadencji po secesji Luizjany | |
| Wakat | Wakat                 | Wakat                                               | 4 lutego 1861    | 9 lipca 1868     |                                                     | 9                                                                                               | Wojna secesyjna i Rekonstrukcja |
| Wakat | Wakat                 | Wakat                                               | 4 lutego 1861    | 9 lipca 1868     | 10                                                  |                                                                                                 | Wojna secesyjna i Rekonstrukcja |
| Wakat | Wakat                 | Wakat                                               | 4 lutego 1861    | 9 lipca 1868     | 11                                                  |                                                                                                 | Wojna secesyjna i Rekonstrukcja |
| 11    | William P. Kellogg    |                                                     | 9 lipca 1868     | 1 listopada 1872 | Partia Republikańska                                | 11                                                                                              | Wybrany do dokończenia kadencji w 1868 Zrezygnował przed końcem kadencji, by objąć urząd Gubernatora Luizjany                                            |
| Wakat | Wakat                 | Wakat                                               | 1 listopada 1872 | 12 stycznia 1876 |                                                     | 11                                                                                              | Parlament nie zdołał wybrać senatora |
| Wakat | Wakat                 | Wakat                                               | 1 listopada 1872 | 12 stycznia 1876 | 12                                                  |                                                                                                 | Parlament nie zdołał wybrać senatora |
| 12    | James B. Eustis       |                                                     | 12 stycznia 1876 | 4 marca 1879     | Partia Demokratyczna                                | 12                                                                                              | Wybrany do dokończenia kadencji w 1876 Przegrał wybory na pełną kadencję w 1879                                                                          |
| 13    | Benjamin F. Jonas     |                                                     | 4 marca 1879     | 4 marca 1885     | Partia Demokratyczna                                | 13                                                                                              | Wybrany w 1879 Przegrał wybory w 1884 lub 1885 |
| 14    | James B. Eustis       |                                                     | 4 marca 1885     | 4 marca 1891     | Partia Demokratyczna                                | 14                                                                                              | Wybrany w 1884 lub 1885 Nie starał się o reelekcję w 1891                                                                                                |
| 15    | Edward Douglass White |                                                     | 4 marca 1891     | 12 marca 1894    | Partia Demokratyczna                                | 15                                                                                              | Wybrany w 1891 Zrezygnował przed końcem kadencji, by objąć urząd sędziego Sądu Najwyższego USA                                                           |
| 16    | Newton C. Blanchard   |                                                     | 12 marca 1894    | 4 marca 1897     | Partia Demokratyczna                                | 15                                                                                              | Mianowany do kontynuowania kadencji w 1894 Wybrany do dokończenia kadencji w wyborach specjalnych w 1894 Nie starał się o wybór na pełną kadencję w 1896 |
| 17    | Samuel D. McEnery     |                                                     | 4 marca 1897     | 28 czerwca 1910  | Partia Demokratyczna                                | 16                                                                                              | Wybrany w 1896 |
| 17    | Samuel D. McEnery     | 17                                                  | 4 marca 1897     | 28 czerwca 1910  | Partia Demokratyczna                                | Reelekcja z wyprzedzeniem w 1900                                                                | |
| 17    | Samuel D. McEnery     | 18                                                  | 4 marca 1897     | 28 czerwca 1910  | Partia Demokratyczna                                | Reelekcja w 1908 Zmarł w trakcie trwania kadencji w 1910                                        | |
| Wakat | Wakat                 | Wakat                                               | 28 czerwca 1910  | 7 grudnia 1910   |                                                     | 18                                                                                              | |
| 18    | John Thornton         |                                                     | 7 grudnia 1910   | 4 marca 1915     | Partia Demokratyczna                                | 18                                                                                              | Wybrany do dokończenia kadencji w wyborach specjalnych w 1910 Nie starał się o wybór na pełną kadencję w 1912                                            |
| 19    | Robert F. Broussard   |                                                     | 4 marca 1915     | 12 kwietnia 1918 | Partia Demokratyczna                                | 19                                                                                              | Wybrany z wyprzedzeniem w 1912 Zmarł w trakcie trwania kadencji w 1918                                                                                   |
| Wakat | Wakat                 | Wakat                                               | 12 kwietnia 1918 | 22 kwietnia 1918 |                                                     | 19                                                                                              | |
| 20    | Walter Guion          |                                                     | 22 kwietnia 1918 | 5 listopada 1918 | Partia Demokratyczna                                | 19                                                                                              | Mianowany do kontynuowania kadencji w 1918 Zrezygnował po wyborze następcy                                                                               |
| 21    | Edward James Gay      |                                                     | 5 listopada 1918 | 4 marca 1921     | Partia Demokratyczna                                | 19                                                                                              | Wybrany do dokończenia kadencji w wyborach specjalnych w 1918 Nie starał się o wybór na pełną kadencję w 1920                                            |
| 22    | Edwin S. Broussard    |                                                     | 4 marca 1921     | 4 marca 1933     | Partia Demokratyczna                                | 20                                                                                              | Wybrany w 1920 |
| 22    | Edwin S. Broussard    | 21                                                  | 4 marca 1921     | 4 marca 1933     | Partia Demokratyczna                                | Reelekcja w 1926 Przegrał prawybory w 1932                                                      | |
| 23    | John H. Overton       |                                                     | 4 marca 1933     | 14 maja 1948     | Partia Demokratyczna                                | 22                                                                                              | Wybrany w 1932 |
| 23    | John H. Overton       | 23                                                  | 4 marca 1933     | 14 maja 1948     | Partia Demokratyczna                                | Reelekcja w 1938                                                                                | |
| 23    | John H. Overton       | 24                                                  | 4 marca 1933     | 14 maja 1948     | Partia Demokratyczna                                | Reelekcja w 1944 Zmarł w trakcie trwania kadencji w 1948                                        | |
| Wakat | Wakat                 | Wakat                                               | 14 maja 1948     | 18 maja 1948     |                                                     | 24                                                                                              | |
| 24    | William C. Feazel     |                                                     | 18 maja 1948     | 31 grudnia 1948  | Partia Demokratyczna                                | 24                                                                                              | Mianowany do kontynuowania kadencji w 1948 Zrezygnował po wyborze następcy                                                                               |
| 25    | Russell B. Long       |                                                     | 31 grudnia 1948  | 3 stycznia 1987  | Partia Demokratyczna                                | 24                                                                                              | Wybrany do dokończenia kadencji w wyborach specjalnych w 1948                                                                                            |
| 25    | Russell B. Long       | 25                                                  | 31 grudnia 1948  | 3 stycznia 1987  | Partia Demokratyczna                                | Wybrany na pełną kadencję w 1950                                                                | |
| 25    | Russell B. Long       | 26                                                  | 31 grudnia 1948  | 3 stycznia 1987  | Partia Demokratyczna                                | Reelekcja w 1956                                                                                | |
| 25    | Russell B. Long       | 27                                                  | 31 grudnia 1948  | 3 stycznia 1987  | Partia Demokratyczna                                | Reelekcja w 1962                                                                                | |
| 25    | Russell B. Long       | 28                                                  | 31 grudnia 1948  | 3 stycznia 1987  | Partia Demokratyczna                                | Reelekcja w 1968                                                                                | |
| 25    | Russell B. Long       | 29                                                  | 31 grudnia 1948  | 3 stycznia 1987  | Partia Demokratyczna                                | Reelekcja w 1974                                                                                | |
| 25    | Russell B. Long       | 30                                                  | 31 grudnia 1948  | 3 stycznia 1987  | Partia Demokratyczna                                | Reelekcja w 1980 Nie starał się o reelekcję w 1986                                              | |
| 26    | John Breaux           |                                                     | 3 stycznia 1987  | 3 stycznia 2005  | Partia Demokratyczna                                | 31                                                                                              | Wybrany w 1986 |
| 26    | John Breaux           | 32                                                  | 3 stycznia 1987  | 3 stycznia 2005  | Partia Demokratyczna                                | Reelekcja w 1992                                                                                | |
| 26    | John Breaux           | 33                                                  | 3 stycznia 1987  | 3 stycznia 2005  | Partia Demokratyczna                                | Reelekcja w 1998 Nie starał się o reelekcję w 2004                                              | |
| 27    | David Vitter          |                                                     | 3 stycznia 2005  | 3 stycznia 2017  | Partia Republikańska                                | 34                                                                                              | Wybrany w 2004 |
| 27    | David Vitter          | 35                                                  | 3 stycznia 2005  | 3 stycznia 2017  | Partia Republikańska                                | Reelekcja w 2010 Nie starał się o reelekcję w 2016                                              | |
| 28    | John Kennedy          |                                                     | 3 stycznia 2017  | nadal            | Partia Republikańska                                | 36                                                                                              | Wybrany w 2016 |
| 28    | John Kennedy          | 37                                                  | 3 stycznia 2017  | nadal            | Partia Republikańska                                | Reelekcja w 2022                                                                                | |